# Varecia rubra
Vari roux
Espèce
Statut de conservation UICN

 CR A4cd : 
En danger critique
Statut CITES
Le Vari roux (Varecia rubra) est un primate lémuriforme de la famille des Lemuridae.

Le taxon était anciennement considéré comme une sous-espèce de Varecia variegata, mais les classifications récentes en ont fait une espèce à part entière.

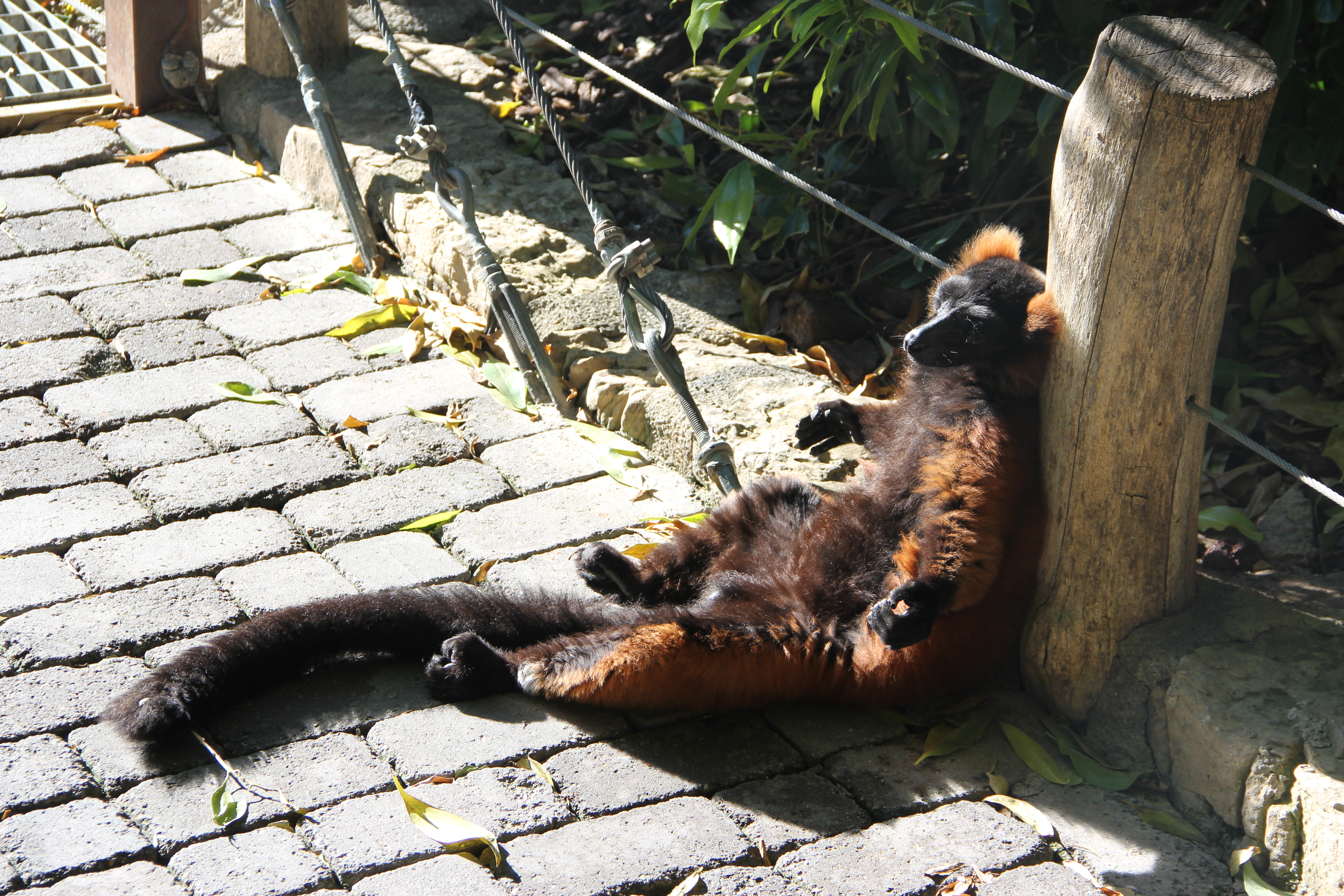
Varecia rubra se chauffant au soleil. Bioparc de Valence (Espagne).

Le Vari roux est un peu plus gros que le maki vari noir et blanc et son aire de répartition est restreinte à la presqu'île de Masoala sur la côte est de Madagascar au sud de Sambava.
Il mesure environ 113 cm (avec la queue) et sans la queue 60 cm, il pèse 4 à 6 kg. L'organisation sociale des maki vari roux varie en fonction de l'habitat et de la disponibilité des ressources alimentaires : en saison humide, les fruits sont nombreux et les maki vari roux se rassemblent en larges groupes tandis que durant la saison sèche, où la nourriture se fait plus rare, les groupes se dispersent.

## Menaces et conservation
Cette espèce est incluse depuis 2012 dans la liste des 25 espèces de primates les plus menacées au monde.
La déforestation illégale a augmenté depuis 2009, ce qui a réduit l'habitat forestier disponible pour ces primates. La population captive du Vari roux s'élève à 590 individus.
Il existe un Programme européen pour les espèces menacées (EEP) de l'Association européenne des zoos et aquariums (EAZA) consacré à cette espèce. Celui-ci est coordonné par le Jardin zoologique de Lyon, en France. On peut voir par exemple des varis roux dans le parc animalier d'Auvergne.